# Dżurowci
Dżurowci (bułg. Джуровци) – wieś w Bułgarii, w obwodzie Gabrowo, w gminie Drjanowo. Miejscowość jest wyludniała.